# Романова, Ольга Васильевна
Ольга Васильевна Романова — советский хозяйственный, государственный и политический деятель.

## Биография
Родилась в 1907 году в деревне Первомайской. Член ВКП(б) с 1939 года.
Выпускница Казанского педагогического института. С 1926 года — на хозяйственной, общественной и политической работе. В 1926—1955 гг. — учительница в сельских школах Татарской АССР, преподаватель Козьмодемьянского педагогического техникума, заведующая отделом, секретарь Горномарийского райкома, заместитель председателя Совнаркома Марийской АССР по культуре, директор партийных курсов, заведующий отделом школ, секретарь Марийского обкома ВКП(б) по образованию и культуре.
Избиралась депутатом Верховного Совета СССР 3-го созыва.